# عباس ملکی

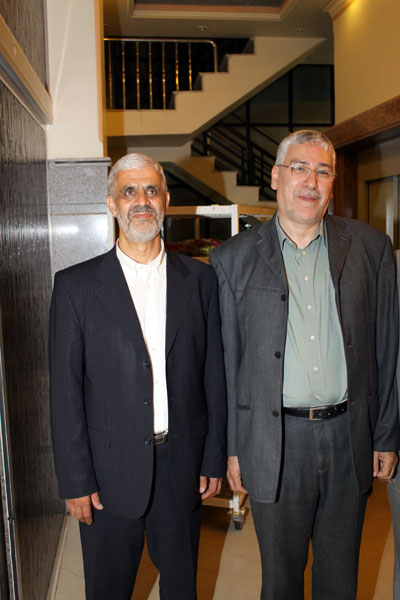
عباس ملکی (حاج عباس) و علی حسنی روزبهانی (حاج داود) ۱۳۹۱ مسجد همت

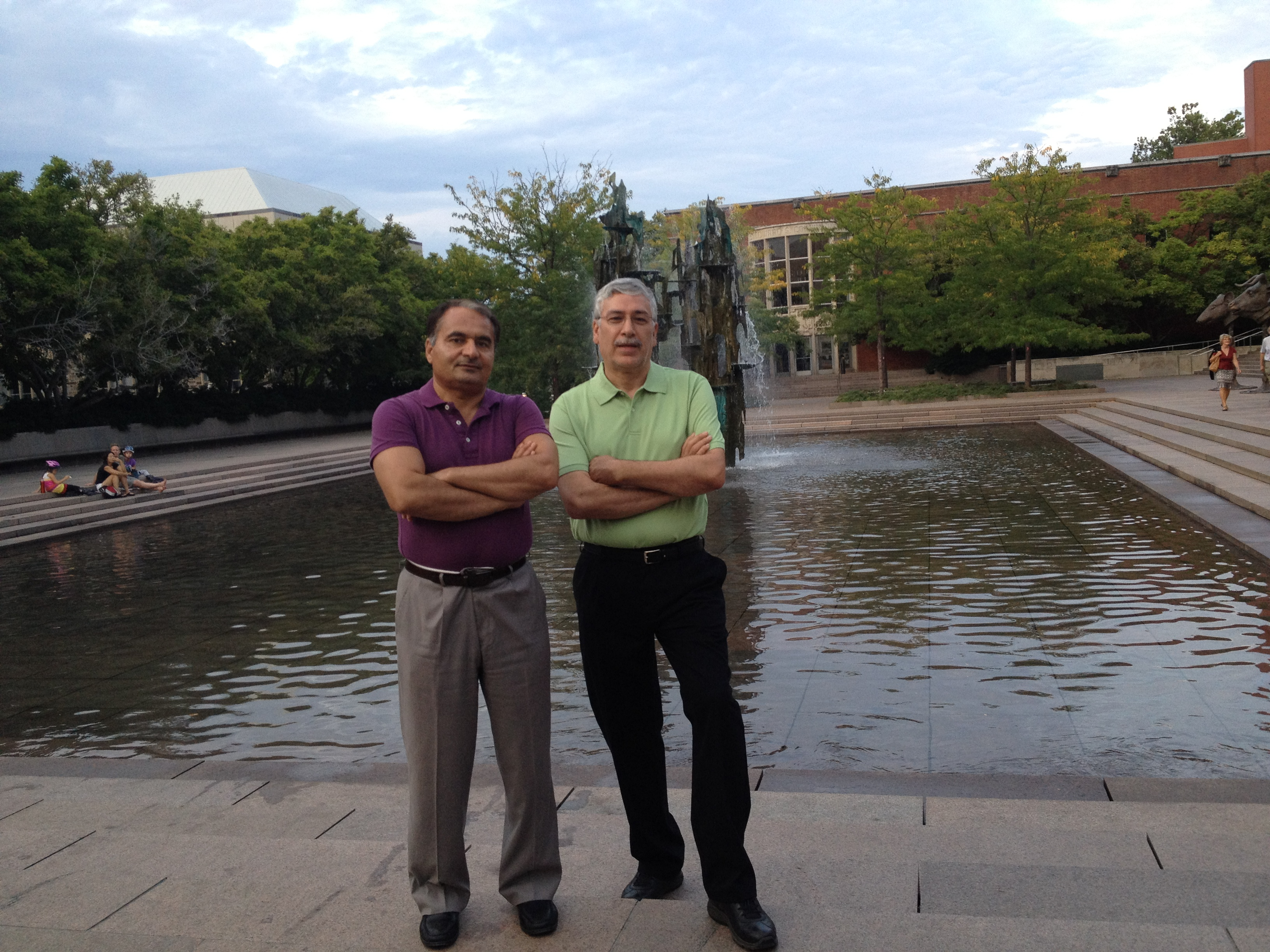
عباس ملکی به همراه سیدحسین موسویان، دانشگاه پرینستون، ۲۰۱۲

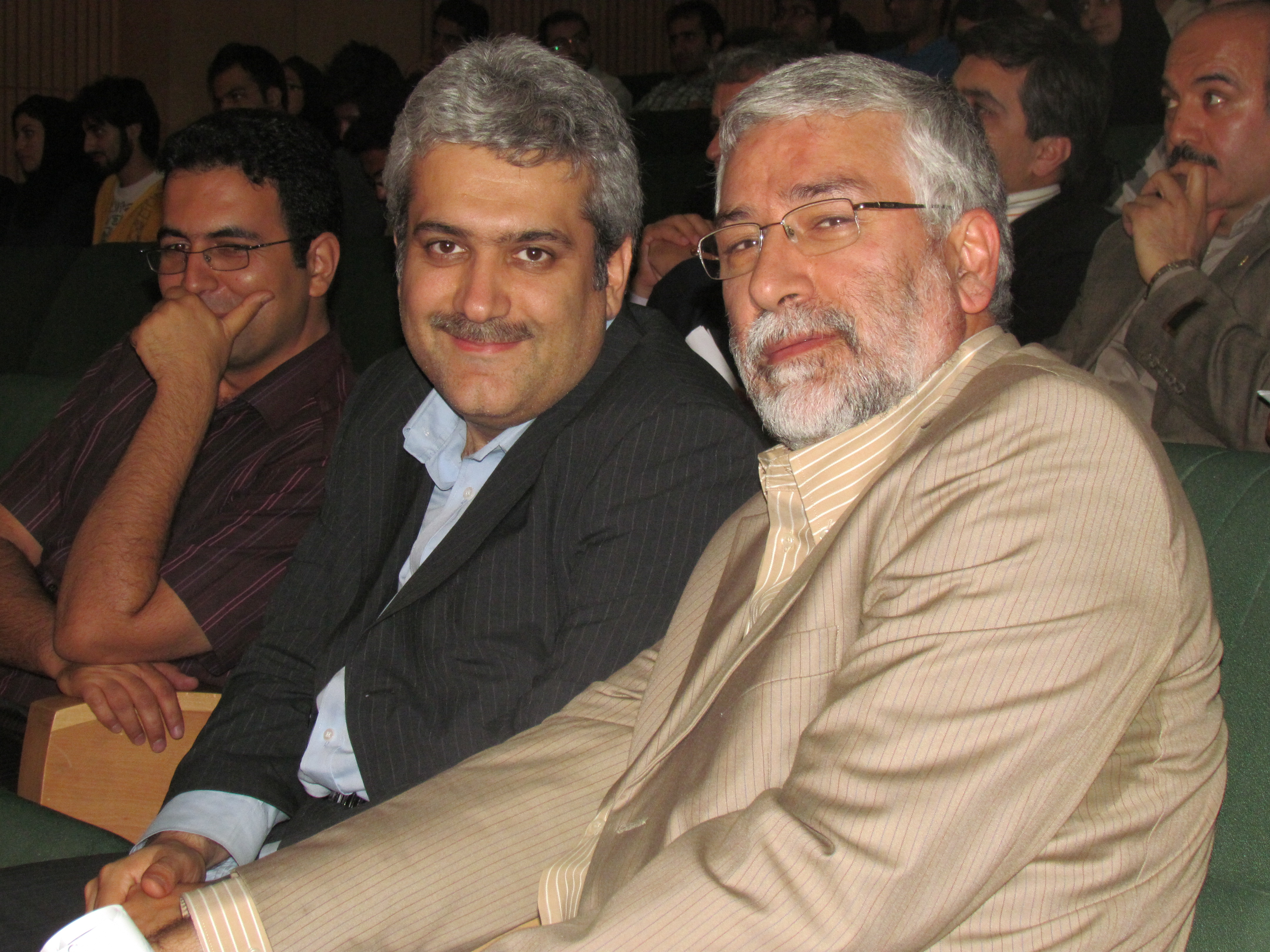
عباس ملکی و سورنا ستاری در دانشکده انرژی دانشگاه صنعتی شریف آبان ۱۳۹۰

عباس ملکی (زاده ۱۵ فروردین ۱۳۳۶) پاسدار سابق کمیته انقلاب اسلامی شمیرانات، دیپلمات سابق وزارت امورخارجه، و عضو هیئت علمی دانشگاه صنعتی شریف است.

## اوایل زندگی
عباس ملکی در سال ۱۳۳۶ در روستای وشنوه قم متولد شده و در شهر قم پرورش یافته‌است ولی شناسنامه وی صادره از شهرستان شمیرانات تهران است. وی فرزند مصطفی ملکی، امام جماعت مسجد همت تجریش است. عباس در سال ۱۳۴۷ همراه خانواده به محل تولد پدر در شمیران بازگشت، و از دبیرستان پیمان در تجریش دیپلم متوسطه خود را گرفت.
او در سال ۱۳۵۴ وارد دانشگاه صنعتی آریامهر شد و در ۱۳۶۴ از دانشگاه صنعتی شریف در مقطع کارشناسی در رشتهٔ مهندسی مکانیک فارغ‌التحصیل شد. او مدرک کارشناسی ارشد خود را نیز از دانشکده مهندسی صنایع همین دانشگاه در گرایش مدیریت صنایع با عنوان «خصوصی‌سازی، راهی برای دستیابی به توسعه اقتصادی» در سال ۱۳۷۴ دریافت نمود. وی فارغ‌التحصیل مقطع دکترا در رشتهٔ مدیریت استراتژیک از دانشگاه عالی دفاع ملی، از دانشگاه‌های نیروهای مسلح جمهوری اسلامی، در سال ۱۳۸۲ است.

## سوابق انقلابی
به روایت علی حسنی روزبهانی معروف به داود روزبهانی (حاج داود)، وی به همراه عباس ملکی پسر ملکی کمیته تجریش را راه اندازی کردند. علی حسنی روزبهانی سالها در سمت مشاور و فرمانده نیروی مقاومت بسیج بنیاد مستضعفان خدمت می‌کرد و در فروردین ۱۳۹۹ بازنشسته شد. در سالهایی نیز عباس ملکی با بنیاد مستضعفان همکاری نزدیک داشت و مدتی بازرس بنیاد مستضعفان و جانبازان انقلاب اسلامی (۱۳۵۹–۱۳۶۴) بود. داود روزبهانی همان شخصی است که به روایت ایرج مصداقی فرماندهی حمله به پایگاه موسی خیابانی در خیابان زعفرانیه تهران در ۱۹ بهمن ۱۳۶۰ را به عهده داشت.

## سوابق دانشگاهی
او در سال ۱۳۸۲ ابتدا وارد گروه معارف (مرکز معارف اسلامی و علوم انسانی) دانشگاه صنعتی شریف شد و مدرس دروس زیر در این دانشگاه بود:
فرهنگ و تمدن اسلام و ایران، دوره کارشناسی، دانشگاه صنعتی شریف، ۱۳۸۰ تا ۱۳۹۰ / انقلاب اسلامی، دوره کارشناسی، دانشگاه صنعتی شریف، ۱۳۸۲ تا ۱۳۹۰ / اندیشه سیاسی امام خمینی، ۱۳۸۷ تا ۱۳۸۹.
او در سال ۱۳۸۸ و همزمان با تأسیس دانشکده مهندسی انرژی شریف در زمان ریاست جعفر توفیقی به این دانشکده وارد شد. ملکی هم‌اکنون دانشیار سیاستگذاری انرژی در گروه سیستم‌های انرژی در دانشکده مهندسی انرژی در دانشگاه صنعتی شریف است. او در سالهای ۲۰۰۶ و ۲۰۰۷ (۱۳۸۵–۱۳۸۴) به مدت ۲۰ ماه عضو همکار مدرسه حکومت جان اف. کندی دانشگاه هاروارد در برنامه امنیت بین‌الملل بود. او همچنین در یک سال تحصیلی ۲۰۱۲–۲۰۱۱ (۱۳۹۱–۱۳۹۰) عضو پیوسته رابرت ویلهلم مرکز مطالعات بین‌المللی مؤسسه فناوری ماساچوست در برنامه مطالعات امنیت بوده‌است. وی از افراد صاحب نظر در حوزه سیاست گذاری انرژی در ایران است و در وبسایت الف در بخش بازار انرژی ستون نویسی می‌کند.

## مشاغل و مسئولیت‌ها
عباس ملکی از ۱۳۶۴ تا ۱۳۶۸ مدیرکل دفتر مطالعات سیاسی و بین‌المللی، ۱۳۶۸ تا ۱۳۷۶ معاون امور آموزش و پژوهش وزارت امور خارجه ایران و از ۱۹۸۷ تا ۱۹۹۲ میلادی (۱۳۶۷–۱۳۷۱) عضو هیئت مذاکره‌کننده ایران برای پایان جنگ بوده‌است. او در دوران وزارت کمال خرازی از وزارت امور خارجه اخراج شد و بلافاصله به عضویت دفتر مشاورت رهبر جمهوری اسلامی در امور بین‌المللی درآمد که مسئولیت آن با علی اکبر ولایتی بود. وی آخرین معاون پژوهش‌های امور بین‌الملل مرکز تحقیقات استراتژیک وابسته به مجمع تشخیص مصلحت نظام است.
او در زمان دولت حسن روحانی مدتی مسئول سردبیری فصلنامه مطالعات راهبردی سیاستگذاری عمومی ارگان مرکز بررسی‌های استراتژیک ریاست جمهوری ایران و عضو هیئت تحریریه بود.
عباس ملکی مشاغل متعدد و متفرقی را تجربه کرده‌است. مشاغل دیگر به نقل از رزومه وی در دانشگاه صنعتی شریف به شرح زیر هستند:
عضو هیئت امنای مؤسسه بین‌المللی مطالعات انرژی/ رئیس هیئت مدیره شرکت حفاری شمال، ۹۷–۱۳۹۶/ سردبیر مجله مطالعات راهبردی سیاستگذاری عمومی، ۹۸–۱۳۹۵/ عضو هیئت تحریریه مجله مطالعات راهبردی سیاستگذاری عمومی، ۱۴۰۰–۱۳۹۵/ دبیر کمیته بین‌المللی انجمن آموزشی مهندسی ایران، ۹۸–۱۳۹۵/ معاون فرهنگی دانشگاه صنعتی شریف، ۹۵–۱۳۹۳/ معاون پژوهش‌های بین‌المللی مرکز تحقیقات استراتژیک، ۹۴–۱۳۹۳/ عضو شورای موضوعات جهانی وابسته به مجمع جهانی اقتصاد، ۹۶–۱۳۹۰/ محقق ارشد مرکز علوم و امور بین‌المللی بلفر، مدرسه حکومت کندی دانشگاه هاروارد، ۹۶–۱۳۸۷/ رئیس هیئت امنای پژوهشکده سیاستگذاری دانشگاه صنعتی شریف، ۹۵–۱۳۸۷/ مدیرعامل انستیتو نفت و گاز پتروپارس، ۸۶–۱۳۸۵/ رئیس هیئت مدیره شرکت کشتیرانی دریای خزر ۹۶–۱۳۷۸/ عضو هیئت امنای مؤسسه بین‌المللی مطالعات انرژی، ۷۶–۱۳۷۲/ مشاور رئیس بانک جهانی در امور خاورمیانه و آفریقای شمالی، ۷۶–۱۳۷۲/ رئیس مؤسسه مطالعات دریای خزر، ۹۷–۱۳۷۰/ مدیر مسئول و سردبیر نشریه انگلیسی آمودریا، ۷۶–۱۳۷۰/ عضو افتخاری اتحادیه بین‌المللی تاجیکان جهان، ۱۳۷۰/ عضو شورای عالی گسترش زبان فارسی، ۷۶–۱۳۶۸/ معاون وزیر امور خارجه در امور آموزش و پژوهش، ۷۶–۱۳۶۸/ مدیر مسئول و سردبیر نشریه انگلیسی زبان مجله روابط بین‌الملل، ۷۶–۱۳۶۶/ مدیرعامل دفتر نشر فرهنگ اسلامی، ۷۹–۱۳۶۵/ مدیر مسئول و سردبیر مجله مطالعات آسیای مرکزی و قفقاز، ۷۶–۱۳۶۵/ مدیرکل دفتر مطالعات سیاسی و بین‌المللی وزارت امور خارجه، ۶۸–۱۳۶۴/ مدیرمسئول و سردبیر مجله سیاست خارجی، ۷۶–۱۳۶۲/ مدیر اداره قیمتگذاری نفت خام شرکت ملی نفت ایران، ۶۲–۱۳۶۰.

## زندگی شخصی
ملکی خواهرزادهٔ فاضل لنکرانی از مراجع تقلید است. برادر وی علیرضا ملکی (متولد تیر ۱۳۴۰) دانشجوی مهندسی شیمی دانشگاه صنعتی شریف (انتقال از دانشگاه صنعتی اصفهان) بود و در اسفند سال ۱۳۶۲ در عملیات خیبر در جزیره مجنون در خاک عراق کشته شد.
وی در در دی ماه ۱۳۹۰ در دیدار با هاشمی رفسنجانی از خروج دانشجویان به بهانه تحصیل انتقاد کرده‌است: «[عباس ملکی] با بی‌نظیر خواندن رشد آموزشی دانشگاه‌های کشور در انقلاب اسلامی گفتند: در سالهای اخیر همان تقاضاهای مقاطع کاردانی و کارشناسی سالهای اول انقلاب به مقاطع عالی تحصیلی رسیده و باید برای پاسخ به نیازهای علمی آنان برنامه‌ریزی کرد و نگذاشت جوانان ایران به بهانه تحصیل از کشور مهاجرت کنند که علاوه بر خروج ارز از کشور، معلوم نیست چه آموزه‌هایی به آنها تعلیم داده می‌شود و پس از پایان تحصیل چکاره می‌شوند.» او دو فرزند دارد که هر دو ساکن ایالات متحده آمریکا هستند.

## کتاب‌ها
- ملکی، عباس، سیاست گذاری انرژی، تهران: نشر نی، ۱۳۹۳.
- راه ابریشم جدید؛ یک کمربند، یک جاده؛ نظریه چینی برای رهایی از محدودیت‌های. استراتژیکی، عباس ملکی و مجید رئوفی، مؤسسهٔ فرهنگی مطالعات و تحقیقات بین‌المللی ابرار. معاصر تهران، تهران، ۱۳۹۵، این کتاب به تحلیل استراتژی جدید چین در احیای جاده تاریخی ابریشم می‌پردازد.[۲۳]